# Пария (фильм, 1969)
«Пария» — французский фильм режиссёра Клода Карлье 1969 года.

## Актёры
- Жан Маре (Manuel Thomas, dit Manu)
- Мари-Жозе Нат (Люсиа, вдова)
- Хорст Франк (Рольф)
- Жак Стани (Superintendant Walt)
- Жан Лара (Inspecteur Lara)
- Béatrice Delf (Gisela, la danseuse)
- Эрик Донат (José)
- Ниевес Наварро (Сильвия Delambre, подруга Маню)
- Энрике Сан Франсиско (José)
- Jaume Picas (Toccelli)
- Мосес Августо Роча (Turchi)
- Хосеп Кастильо Эскалона (Max)
- А. Гадеа (Paul)

## Сюжет
Неподалёку от Испанской границы двое гангстеров отцепили от скоростного поезда и остановили вагон, к купе которого супериндендант и двое охранников везли из Роттердама в Мадрид партию технических бриллиантов на 500 млн. На месте остановке вагон уже ждали ещё двое грабителей на двух автомашинах. Грабители перегрузили бронированные кейсы с драгоценным содержимым в свой минивэн, но один из охранников выбрался из закрытого купе и начал перестрелку. При этом один из банды хотел убить Маню. Двое лихих парней погибли, Маню получил пулю в руку, а четвёртый бандит по имени Поль, раненый на минивэне с добычей попытался уехать. Маню прицепился к задней дверце, через несколько километров Поль скончался[кто?]. Маню пересел за руль и уехал с добычей к морю. Услышал вой полиции, Маню сталкивает машину с бриллиантами и телом в море. Все[что?] это видит десятилетний Жозе. Мальчик приводит раненого к себе домой, его мать, красавица Люсия — вдова контрабандиста, даёт обаятельному незнакомцу приют и возможность спрятаться.
Местный мафиози — заказчик ограбления по имени Рональдо Точелли . Он озабочен исчезновением Маню и бриллиантов. Вместе с охранником он приходит к немцу Рольфу — партнёру Маню, которому приказывает их найти. Тем временем, супериндендант (который в доле), появляется у Сильвии — любовницы Маню с требованием своей доли. Почти одновременно появляются двое инспекторов Интерпола.
Маню посылает мальчика в город, к Сильвии, рассказать о случившимся. Та сама приезжает, ночует и пытается выяснить где бриллианты, но Маню молчит. Утром Сильвия уезжает и в городе отдаёт карту с местом нахождения Маню — Рольфу. Тем временем Маню ныряет с аквалангом, пытаясь достать брилланты со дна моря. Появляется Рольф, драка, примирение. Вдвоём они достают кейсы, но тут появляется лодка с четырьмя бандитами Точелли. Перестрелка, трое нападавших убиты.
Маню вместе со вдовой и мальчиком переезжают в охотничий домик в горах. По дороге он прячет бриллианты. Вечером он рассказывает Люсии о трагической автоаварии, в которой, по его вине, погибли жена и дочь. Они оказываются в постели. Сильвия в городе встречается с мафиози, пытаясь предать Маню. Одновременно она терзается ревностью и приезжает, заставая Маню с Люсией в постели.
Тем временем Точелли похищает Рольфа и вкалывает ему медленнодействующий яд и заставляет напасть на Маню, следя за ним. Начинается перестрелка Маню и Сильвии с группой мафиози. Маню отсылает Люсию с мальчиком в соседнюю Андорру, а сам отстреливается. Рольф погибает. Появляются полицейские, Маню тяжело ранен и умирает, выдавая место спрятанных бриллиантов.